# هامنت-آخل
هامُنت- آخل (تنطق بالهولندية: [ˈɦaːmɔnt ˈɑxəl]; (بالليمبورغية: Haëmet-Achel)‏) هي بلدية تقع ببلجيكا بمقاطعة لِمبُرخ. أُسست عام 1977 بدمج مدينة هامُنت وقرية آخل. وفي 1 يناير 2006 بلغ عدد سكانها 13,770 نسمة. والمساحة الكلية 43.66 كم² مما يعطي كثافة سكانية 315 نسمة لكل كم².

## أعلام
- مارك هندريكس
- مارك إيمرز

## فهرست
- Verhoeven، Jo (2007)، "The Belgian Limburg dialect of Hamont"، Journal of the International Phonetic Association، ج. 37، ص. 219–225، DOI:10.1017/S0025100307002940